# コスビー・ショー
コスビー・ショー (The Cosby Show)は1984年9月20日から1992年4月30日の8年間アメリカ合衆国のNBCで放送されていたビル・コスビー主演のシットコムのテレビ番組である。ニューヨークのブルックリン区に住む上位中流階級のハクスタブル一家の物語。1987年から1993年の6年間、スピンオフ『A Different World』も放送された。

## 歴史
1980年代初頭、ABC幹部マーシー・カーシーとトム・ワーナーが自身の制作会社設立のため退社した。
二人は駆け出しの会社で、売るためのシットコムの制作を決め、名のある俳優の起用を検討した。
1970年代にシットコム2作品を失敗していたビル・コスビーは、スタンドアップ・コメディのアルバムで賞を獲得し、1980年代初頭は活動が控えめだった。カーシーとワーナーは『Bill Cosby: Himself』を見ており、コスビーのファンであったため、コスビーの身の回りのネタで番組制作を決意した。
会議後、コスビーはリムジン運転手のブルーカラーの家庭で、専業主婦と二人の息子、二人の娘がいる設定のアイデアを持ってきた。
しかし後にコスビーは妻カミール・コスビーのアドバイスをもとに父が医師で母が弁護士の裕福な家庭、という前回と違うアイデアを持ってカーシーとワーナーを説得した。コスビーはこの番組で非常に高い制作の才能を発揮した。彼は自身の人生体験をもとに教育的に作りたかった。また、他の多くの番組が制作されていたロサンゼルスでの制作を拒み、ニューヨークでの制作となった。ハクスタブル家の外観はマンハッタン区のグリニッジ・ヴィレッジ7番街近く、セント・ルーク・プレイス10番地で撮影された。

## 日本での放送
日本では1989年6月12日から1993年6月1日までNHKBS2で放送。ビル・コスビーの声優を務めたのは、田中信夫であった。

## 概要
ニューヨーク市、ブルックリン・ハイツ、スティグウッド大通り10番地にある、ブラウンストーンの建物に暮らす、上位中流階級のアフリカ系アメリカ人の家族(ハクスタブル一家)の話である。
キャストは主にアフリカ系アメリカ人であり、スティーヴィー・ワンダー、レナ・ホーン、ティト・プエンテ、アート・ブレイキー、B.B.キングなどをはじめとする多数の黒人音楽家が本人役として実際にゲスト出演したり、ジャズ、ブルース、アフロキューバンなどを始めとするアフリカ系文化にルーツをもつ音楽が頻繁に使用されている。また、ミリアム・マケバがゲスト出演し、家族がアフリカの南部の文化に触れるエピソードもあった。アフリカン・アメリカンを始めとする黒人文化(先祖をアフリカにもつ人々の文化)を理解する上でも、非常に教育的な内容となっている。また、番組始めにコスビーが薬物乱用防止のためのコメントをしたり、1992年のロス暴動のさなかに放送された最終回で平和についてのコメントをしたりもした。
コスビーの実の息子であり失読症を抱えているエニスをモデルにしたテオの学習障害(ディスレクシア)、デニースの友達(レラ・ローション)が十代で妊娠したこと、クリフの友人の娘が薬物にはまってしまい、家族を破産寸前にまで追い詰めたことを扱うなど、コメディの割りにシリアスな内容や当時の社会問題も時々扱っていた。この番組はアメリカ社会に大きな影響を与えており、中でも、中学時代成績が悪く、大学には行かずに就職すると最初言っていたテオが、ディスレクシア(学習障害)を抱えながらも最後ニューヨーク大学を卒業し、さらに教育機関でのボランティア活動、自分の生徒のディスレクシア早期発見に尽くしたりする様は、視聴者、アメリカ社会に少なからず影響を与え、若者や大人、親、子供に関わらず、教育や家族のあり方などの参考として見ていた人も数多い。シーズン1エピソード1の中のクリフのセリフ、"I brought you in this world, and I'm going to take you out!"(自分がこの世に生み出したもの(息子)を、責任を持って外の世界に送り出すぞ!という意味)は、実際の家庭でもよく使われる有名なフレーズとなった。また、ディスレクシアの社会的理解度はこの番組によって大きなものとなった。日本でのディスレクシア理解度は未だ低く、本人すら学習障害を持っていることに気がつかないまま勉強が出来ない事で他人よりも苦労する学生が多いのが今の日本の現状であるが、その一方で学習障害である事を告白する有名人が日本でも増えている。

## キャスト、登場人物
- ビル・コスビー - 父親、ヒースクリフ"クリフ"ハクスタブル、産婦人科医
- フィリシア・ラシャド - 母親、クレア・ハクスタブル、(旧姓ハンクス)弁護士
- マルコム・ジャマル・ウォルナー - 長男、テオドア・ハクスタブル
- ケシア・ナイト・プリアム - 四女、ルーディ・ハクスタブル
- テンペスト・ブレッドソー - 三女、ヴェネッサ・ハクスタブル
- リサ・ボネット - 次女、デニース・ハクスタブル, (シーズン6でマーティンと結婚したため、名字がケンドールになる)
- サブリナ・ルブーフ - 長女、サンドラ・ハクスタブル・ティビドゥ(シーズン2〜8レギュラー、シーズン1ゲスト)
- ジェフリー・オーウェンズ - サンドラのボーイフレンド(シリーズ後半から結婚し夫となる)、エルヴィン・ティビドゥ M.D. (シーズン4〜8;レギュラー、シーズン2〜3ゲスト)
- レイヴン・シモーネ - デニースの義理の娘、オリヴィア・ケンドール(シーズン6〜8)
- ジョセフ・C・フィリップス -  デニースの夫、マーティン・ケンドール海軍大尉(シーズン6〜7レギュラー、シーズン8ゲスト)
- エリカ・アレクサンダー - パメラ"パム"タッカー(シーズン7〜8)クレアの遠い親類の娘であり、シングルマザーである母親がカリフォルニアに引っ越さなければいけなくなり、ハクスタブル宅に住む事になる。

## エピソード
『コスビー・ショー』のパイロット版は第1シーズン第1話としてそのまま使用されたが、他のエピソードとは設定に違いがある。
第5話まで、ハクスタブル家には4人しか子供がいない設定で放送されていたが、その後第6話から長女サンドラ(サブリナ・ルブーフ)の話題が出て、第10話に初登場し、それからはサンドラが長女で子供5人という設定で放送された。このサンドラというキャラクターは、ビル・コスビーが子供の大学卒業というエピソードを表したかったために追加されたものである。ホイットニー・ヒューストンも当初サンドラ役の候補にあがっていた
。最終的にサンドラ役として選ばれたサブリナ・ルブーフ(1958年生まれ)は母親クレア役のフィリシア・ラシャド(1948年生まれ)と10歳しか違わない。
パイロット版、及びシーズン1エピソード1だけ、ハクスタブル邸のリビング・ルームが後のエピソードとは全く違っており、また、ダイニング・ルームとマスター・ベッドルームではカラーが違っていた。
作中のクリフとクレアのやり取りの多くは、コスビー自身の妻カミールとの日常生活がモデルとなっている。

## オープニング曲
オープニング曲は、同じ曲を毎シーズン違ったジャンルにアレンジされて使われた。(ラテン、ヒップホップ、コーラス、ジャズなど様々な曲調にアレンジされた)
60分放送の最終回では第2〜7シーズンの映像を編集して新しいバージョンの『Kiss Me』が使われた。

## 評判
この番組はブルックリン区に住むアフリカ系アメリカ人の家庭を描いた作品であり、社会的に成功した家庭像を描いている。コメディーでありながら非常に教育的な内容となっている。クリフ・ハクスタブルは、アメリカで最も愛される父親と呼ばれるようになった。

## 放送歴および視聴率
『コスビー・ショー』は8年間に渡り木曜夜8時より放送されていた。
この番組はニールセン社調べの視聴率で『All in the Family』『アメリカン・アイドル』と並び5年連続第1位を獲得した。
| シーズン    | 放送開始      | 放送終了      | 放送年         | 順位                       | 数百万世帯中の 視聴世帯 |
| ----------- | ------------- | ------------- | -------------- | -------------------------- | ----------------------- |
| 第1シーズン | 1984年9月20日 | 1985年5月9日  | 1984年〜1985年 | 第3位                      | 20.546 (24.2%)          |
| 第2シーズン | 1985年9月26日 | 1986年5月15日 | 1985年〜1986年 | 第1位                      | 28.948 (33.7%)          |
| 第3シーズン | 1986年9月25日 | 1987年5月7日  | 1986年〜1987年 | 第1位                      | 30.503 (34.9%)          |
| 第4シーズン | 1987年9月24日 | 1988年4月28日 | 1987年〜1988年 | 第1位                      | 30.503 (34.4%)          |
| 第5シーズン | 1988年10月6日 | 1989年5月11日 | 1988年〜1989年 | 第1位                      | 23.14 (25.6%)           |
| 第6シーズン | 1989年9月24日 | 1990年5月3日  | 1989年〜1990年 | 第1位 (『Roseanne』と同率) | 21.27 (23.1%)           |
| 第7シーズン | 1990年9月20日 | 1991年5月2日  | 1990年〜1991年 | 第5位                      | 15.92 (17.1%)           |
| 第8シーズン | 1991年9月19日 | 1992年4月30日 | 1991年〜1992年 | 第18位                     | 13.81 (16.13%)          |